# Litsea keralana
Litsea keralana är en lagerväxtart som beskrevs av André Joseph Guillaume Henri Kostermans. Litsea keralana ingår i släktet Litsea och familjen lagerväxter. Inga underarter finns listade i Catalogue of Life.